# 山景（南）站
山景（南）站（英語：Shan King (South) Stop）是香港輕鐵的鐵路車站，代號190，位於屯門山景邨南部，屬於單程車票第2收費區，只有1個月台；現時只有1條輕鐵路綫（505往兆康方向）途經此站。

## 車站結構

### 車站樓層
| －                                     | 商場             | 山景商場                                                                                                   |   |  |
| 地面                                   | 出口             | 山景邨、山景街市                                                                                           |   |  |
| 地面                                   | 月台             | \| 側式 · 開左邊车门 · 單卡使用第二卡位置 \| \| \| \| \| \| \| \| 輕鐵505綫往兆康（山景（北）） \| 1 \| \| |   |  |
| 地面                                   | 山景邨、山景商場 | |   |  |
| 側式 · 開左邊车门 · 單卡使用第二卡位置 |                  | |   |  |
|                                        |                  | 輕鐵505綫往兆康（山景（北））                                                                              | 1 |  |

### 車站月台
本站處於山景邨的南半部，屋邨商場的底層，車站與山景（北）站、友愛站一樣，只屬單程行車，列車駛離車站後，只前往山景（北）站。本站是完全融入周邊建築的輕鐵車站之一，建於屋邨商場底層，和車道完全分隔，但路軌和一條行人道相交。
現時列車會停在月台的後半部份（拖卡例外）；原因之一是列車與月台前半部份的空隙，較後半部份為大，其二是方便本邨居民使用月台後面的樓梯或升降機出入。

### 車站周邊
- 山景邨南部
- 山景商場
- 道教青松小學
- 山景街市
- 山景社區會堂
- 仁愛堂田家炳中學
- 樂善堂梁黃蕙芳紀念學校
- 楊小坑

## 外部連結
- 港鐵公司 - 輕鐵街道圖 （页面存档备份，存于）
- 港鐵公司 - 輕鐵及巴士服務 - 輕鐵行車時間表 （页面存档备份，存于）